# Geb

Geb

Geb var i egyptisk mytologi jordens gudom, son till Shu och Tefnut samt make till sin syster Nut. Geb var far till gudarna Osiris, Isis och Neftys. Geb avbildades ofta liggande på marken vid Shus fötter och med Nut i en båge ovanför. Geb porträtterades normalt utan särskilda tecken, men ibland avbildades han med en gås över huvudet. Ibland framställdes Geb om en skapargud och som föregångare till faraonerna som därmed var arvtagare till "Gebs tron".

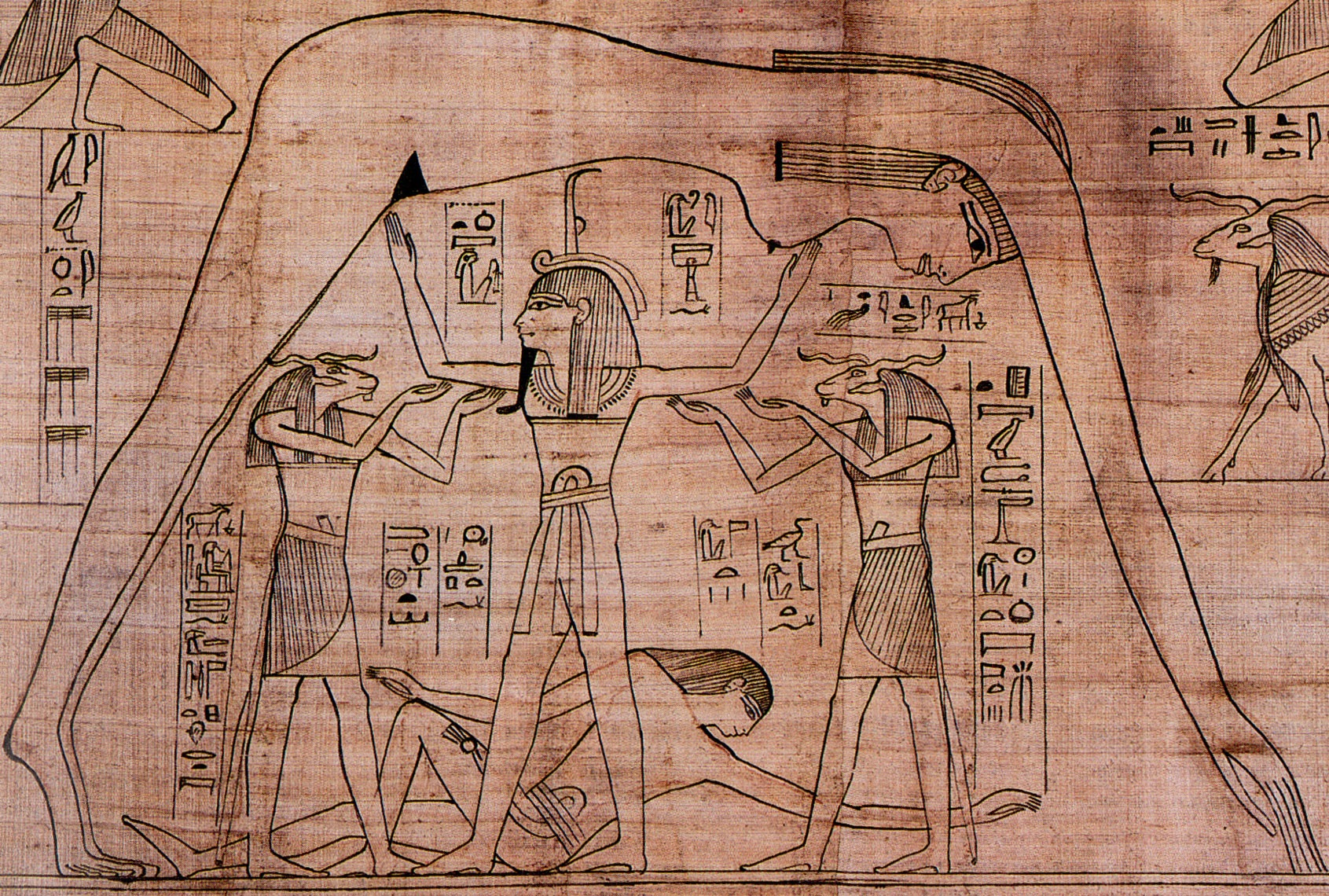
Nut, Geb och Shu